# Basilisco (césar)
Basilisco (em latim: Basiliscus) era o único filho do comandante militar romano oriental (bizantino) Armato e brevemente césar do Império Romano do Oriente em 476-477/8. Mais tarde na vida, tornou-se padre e, finalmente, bispo de Cízico.

## Vida
Basilisco era filho de Armato, o oficial que ajudaria Zenão a retomar seu trono em Constantinopla depois de ser deposto no golpe de Basilisco (r. 475–476). Foi feito césar em Niceia em 476 em cumprimento da promessa de Zenão para assegurar o apoio de seu pai. É possível que mudou seu nome para Leão depois de ascender. Em 477/8, quando seu pai foi executado, foi deposto. Iria ser executado, mas foi salvo pela imperatriz Ariadne, que era a sua parente. Foi obrigado a entrar na Igreja e primeiro serviu como leitor em Blaquerna e então como bispo de Cízico.